# 정세진
정세진(鄭世眞, 1973년 6월 25일 ~ )은 대한민국의 방송인, 전 한국방송공사 소속 아나운서다. 연세대 영어영문학과(1992학번) 시절 공채 24기 여자 신성원 아나운서와 같은 동문의 같은 공채 동기생이다.

## 학력
| 연도              | 사항                                      |
| ----------------- | ----------------------------------------- |
| 1989 ~ 1992       | 성심여자고등학교 (30회 졸업)              |
| 1992 ~ 1996       | 연세대학교 영어영문학과 학사(1992학번)    |
| 2007. 1 ~ 2008. 7 | 콜롬비아대학교 동아시아연구소 비지팅 펠로 |
| 2009 ~ 2011       | 성균관대학교 경영대학원 경영학 석사       |

## 경력
| 연도            | 사항                                                                     |
| --------------- | ------------------------------------------------------------------------ |
| 1996            | 중앙일보 사내방송 아나운서                                               |
| 1997.01~2024.02 | KBS 24기 공채 아나운서                                                   |
| 2000~2012       | KBS 제2라디오 매시 정시 시보자                                           |
| 2013.06         | 서울 강남구 압구정동 웨딩홀에거 거행한 금융인 11세 연하 김유겸 씨와 결혼 |
| 2017~2018       | KBS대구방송총국 지역근무                                                 |
| 2018.04~2019.04 | KBS 아나운서실 한국어연구부장                                            |
| 2024.02.29      | KBS 퇴사                                                                 |
| 2025.09~        | KBS 이사                                                                 |

## 방송
| 연도                          | 방송사                   | 제목                                         | 담당     | 진행기간                                                                 | 비고                                                                              |
| ----------------------------- | ------------------------ | -------------------------------------------- | -------- | ------------------------------------------------------------------------ | --------------------------------------------------------------------------------- |
| 1998                          | KBS2                     | TV쇼 진품명품                                | 패널     |                                                                          | 출장감정                                                                          |
| 2006                          | KBS1                     | TV쇼 진품명품                                | 출연     |                                                                          | 감정의뢰                                                                          |
| 1998 ~ 1999                   | KBS2                     | 열려라 꿈동산                                | 진행     |                                                                          |                                                                                   |
| 1998 ~ 1999                   | KBS2                     | 긴급구조 119                                 | 진행     | 1998년 10월 18일 ~ 1999년 5월 1일                                        | 2TV 편성 진행 당시 - 스튜디오로 진행함                                            |
| 1998 ~ 1999                   | KBS2                     | 비디오 챔피언                                | 진행     |                                                                          |                                                                                   |
| 1999 ~ 2001                   | KBS1                     | KBS 뉴스 9                                   | 진행     | 1999년 10월 23일 ~ 2001년 11월 4일                                       | 주말                                                                              |
| 2001 ~ 2006                   | KBS1                     | KBS 뉴스 9                                   | 진행     | 2001년 11월 5일 ~ 2006년 12월 29일                                       | 평일                                                                              |
| 2000 ~ 2005                   | KBS2                     | 클래식 오디세이                              | 진행     | 2000년 7월 1일 ~ 2005년 6월 24일                                         |                                                                                   |
| 2013                          | KBS1                     | 클래식 오디세이                              | 특별출연 | 2013년 8월 12일                                                          | 631회 여름특집 1부《여름 특선, 제1부 ‘거장을 기억하다’》 (역대 MC들이 출연함)     |
| 1999 ~ 2001                   | KBS1                     | KBS 뉴스네트워크                             | 시보자   |                                                                          | 1TV 저녁 7시 시보                                                                 |
| 2000 ~ 2008                   | KBS1                     | KBS 뉴스라인                                 | 시보자   |                                                                          | 1TV 밤 11시 시보                                                                  |
| 2008~ 2009                    | KBS1                     | 방송종료멘트                                 | 안내자   |                                                                          | 1TV 오전 및 오후                                                                  |
| 2000 ~ 2003                   | KBS 해피 FM              | KBS 제2라디오                                | 시보자   |                                                                          | 매시 시보자                                                                       |
| 2001 ~ 2002                   | KBS2                     | 사랑의 가족                                  | 진행     |                                                                          |                                                                                   |
| 2001 ~ 2002                   | KBS1                     | 사랑의 리퀘스트                              | 진행     | 2001년 11월 10일 ~ 2002년 10월 26일                                      |                                                                                   |
| 2004~2006 2011~2015 2016~2022 | KBS 클래식FM             | 노래의 날개 위에                             | 진행     | 2004.10.18.~2006.12.31., 2011.01.03.~2015.01.04., 2016.05.02.~2022.05.29 |                                                                                   |
| 2006                          | KBS1                     | 생로병사의 비밀                              | 출연     | 2006년 5월 16일                                                          | 151회 - 《기호식품에 대한 첨단분석 보고서 - 제2편 두 얼굴의 유혹, 카페인 (커피)》 |
| 2008 ~ 2010                   | KBS2                     | KBS 8 뉴스타임                               | 진행     | 2008년 11월 17일 ~ 2010년 5월 7일                                        | [ 5 ]                                                                             |
| 2010                          | KBS 클래식FM             | 출발 FM과 함께                               | 진행     |                                                                          |                                                                                   |
| 2010                          | KBS2                     | 다큐멘터리 3일                               | 출연     | 2010년 9월 5일                                                           | 164회 《세상을 여는 목소리 - KBS 아나운서 3일》                                   |
| 2011                          | KBS1                     | 스포츠 이야기 운동화                         | 진행     |                                                                          |                                                                                   |
| 2012                          | 전국언론노동조합 KBS본부 | 리셋 KBS 뉴스9                               | 진행     |                                                                          |                                                                                   |
| 2016                          | KBS1                     | 구석구석 대한민국 행복한 지도                | 출연     | 시즌1 16회 - 11월 7일                                                    |                                                                                   |
| 2017                          | KBS대구                  | 아침마당 대구                                | 진행     |                                                                          | 대구총국 지역근무 당시                                                            |
| 2017                          | KBS1                     | KBS 스페셜 <세월호 특별기획> 3년 세월의 시간 | 내레이션 |                                                                          |                                                                                   |
| 2017                          | KBS1                     | KBS 스페셜 오래된 기억, 6.15 남북정상회담    | 내레이션 |                                                                          |                                                                                   |
| 2018                          | KBS1                     | KBS 스페셜 적도의 마지막 얼음장수            | 내레이션 |                                                                          |                                                                                   |
| 2018                          | KBS1                     | KBS 스페셜 5.18 기획 <오월, 그녀>            | 내레이션 |                                                                          |                                                                                   |
| 2018 ~ 2020                   | KBS1                     | 저널리즘 토크쇼 J                            | 진행     | 2018년 6월 17일 ~ 2020년 1월 12일                                        | 1회 한국 언론을 말하다 ~ 75회 [신년특집 2부] J는 계속된다                         |
| 2019                          | KBS1                     | KBS 스페셜 함경도식 홈스테이 같이 살래요     | 내레이션 |                                                                          |                                                                                   |
| 2021 ~ 2022                   | KBS1                     | 생방송 심야토론                              | 진행     | 2021년 6월 5일 ~ 2022년 12월 10일                                        |                                                                                   |
| 2022                          | KBS1                     | 다큐On - 하와이의 사진신부들                 | 내레이션 |                                                                          |                                                                                   |
| 2023                          | KBS 한민족방송           | 통일전망대                                   | 진행     | 2023년 3월 27일 ~ 9월 30일                                               |                                                                                   |

## 수상 경력
- 2009년 제10회 대한민국영상대전 MC부문 포토제닉상
- 2013년 제25회 한국PD대상 TV진행자부문 출연자상
- 2019년 한국아나운서클럽 제5회 황금메아리상

## 기타 경력
- 2004년 한국항공우주산업 KF-16 여성 최초 탑승
- 2010년 10월 아름다운 가게 홍보대사

## 기타
- 중앙일보 방송실 아나운서 근무 시절에 이건희 회장이 딸처럼 좋게 생각하였다는 이야기가 있었다.

- F-16 탑승 소감을 '애 낳는 기분'이라고 표현 하였다.[8]

## 저서
- 젊은 음악가를 위한 슈만의 조언 (역서) (출판사 - 클)

## 같이 보기
- 신성원(24기)
- 최은경(21기)
- 김주하
- 김소원